# Cagliari (provincie)
Cagliari was tot 2016 de zuidelijkste van de acht toenmalige provincies van de Italiaanse autonome regio Sardinië. De provincie besloeg 4596 km² in het meest zuidelijke gedeelte van Sardinië. Er wonen in het gebied ongeveer 550.000 mensen.
De officiële afkorting van Cagliari was CA. Cagliari grensde in het noorden aan de provincies Oristano, Nuoro en in het westen aan Carbonia-Iglesias en Medio Campidano.

## Wijzigingen in mei 2005
Als gevolg van de regionale wet nr. 9 van 2001, en de daaropvolgende uitvoeringsbesluiten, heeft de autonome regio Sardinië een nieuwe territoriale structuur gekregen. Het aantal provincies werd van vier naar acht opgetrokken. De wijzigingen, die vanaf mei 2005 (met de provinciale verkiezingen) volledig operationeel zijn, hebben voor de provincie Cagliari de volgende gevolgen gehad:
- 13 gemeentes van de provincie Nuoro zijn overgegaan naar haar territorium,
- 23 gemeentes zijn overgegaan naar de nieuw gevormde provincie Carbonia-Iglesias,
- 28 gemeentes zijn overgegaan naar de nieuw gevormde provincie provincie.

Als gevolg hiervan is de bevolking, in vergelijking met de toestand voor mei 2005, met ongeveer 217.000 eenheden, en de oppervlakte met 2324 km² gedaald.

## Wijzigingen in oktober 2016
Na een referendum werd besloten om een metropolitane stad op te richten rond Cagliari. De stad en 16 andere gemeenten van de provincie werden hierin opgenomen. De overige gemeenten gingen op in de nieuwe provincie Zuid-Sardinië, waarin ook de provincies Carbonia-Iglesias en Medio Campidano opgingen.
Armungia · Assemini · Ballao · Barrali · Burcei · Cagliari · Capoterra · Castiadas · Decimomannu · Decimoputzu · Dolianova · Domus de Maria · Donòri · Elmas · Escalaplano · Escolca · Esterzili · Gergei · Gesico · Goni · Guamaggiore · Guasila · Isili · Mandas · Maracalagonis · Monastir · Monserrato · Muravera · Nuragus · Nurallao · Nuraminis · Nurri · Orroli · Ortacesus · Pimentel · Pula · Quartu Sant'Elena · Quartucciu · Sadali · Samatzai · San Basilio · San Nicolò Gerrei · San Sperate · San Vito · Sant'Andrea Frius · Sarroch · Selargius · Selegas · Senorbì · Serdiana · Serri · Sestu · Settimo San Pietro · Seulo · Siliqua · Silius · Sinnai · Siurgus Donigala · Soleminis · Suelli · Teulada · Ussana · Uta · Vallermosa · Villa San Pietro · Villanova Tulo · Villaputzu · Villasalto · Villasimius · Villasor · Villaspeciosa